# Baise (Chine)
Pour les articles homonymes, voir Bose et Baise.
Bose ou Baise (百色 ; pinyin : Bǎisè ; zhuang : Baksaek) est une ville de l'ouest de la région autonome du Guangxi en Chine. Habitée par des Zhuangs, elle possède une minorité chinoise (Han).

## Climat
Les températures moyennes pour la ville de Baise vont de +13,5 °C pour le mois le plus froid à +28,6 °C pour le mois le plus chaud, avec une moyenne annuelle de +22,1 °C (chiffres arrêtés en 1988), et la pluviométrie y est de 1 160,4 mm (chiffres arrêtés en 1983).

## Subdivisions administratives
La ville-préfecture de Baise exerce sa juridiction sur douze subdivisions — un district, dix xian et un xian autonome :
- le district de Youjiang - 右江区 Yòujiāng Qū ;
- le xian de Lingyun - 凌云县 Língyún Xiàn ;
- le xian de Pingguo - 平果县 Píngguǒ Xiàn ;
- le xian de Xilin - 西林县 Xīlín Xiàn ;
- le xian de Leye - 乐业县 Lèyè Xiàn ;
- le xian de Debao - 德保县 Débǎo Xiàn ;
- le xian de Tianlin - 田林县 Tiánlín Xiàn ;
- le xian de Tianyang - 田阳县 Tiányáng Xiàn ;
- le xian de Jingxi - 靖西县 Jìngxī Xiàn ;
- le xian de Tiandong - 田东县 Tiándōng Xiàn ;
- le xian de Napo - 那坡县 Nàpō Xiàn ;
- le xian autonome de diverses nationalités de Longlin - 隆林各族自治县 Lónglín gèzú Zìzhìxiàn.

## Démographie
La population du district était de 3 826 300 habitants en 2010, dont 80 % de Zhuang, groupe ethnique principalement concentré dans cette région.

## Transports
La ville est desservie par l'aéroport de Baise Bama.

## Culture de la mangue
La ville de Baise est réputée pour ses mangues, les plus sucrées et parfumées de la région. Pour l'éclairage public, les lampadaires sont garnis d'ampoules en forme de mangue.